# Amparo Dávila
Amparo Dávila (Pinos, 28 febbraio 1928 – Città del Messico, 18 aprile 2020) è stata una scrittrice e poetessa messicana.

## Biografia
Amparo Dávila nasce a Pinos il 28 febbraio 1928.
Dopo gli studi presso un collegio religioso a San Luis Potosí, nel 1950 pubblica la sua prima raccolta di liriche, Salmos bajo la luna e, trasferitasi a Città del Messico per gli studi universitari, conosce lo scrittore Alfonso Reyes e ne diviene la segretaria personale.
Autrice molto apprezzata di racconti del fantastico e dell'orrore, nel 1977 viene insignita del prestigioso Premio Xavier Villaurrutia. Le sue opere sono pubblicate da Safarà Editore.
Muore a Città del Messico il 18 aprile 2020 all'età di 92 anni.

## Opere principali

### Raccolte di racconti
- Tiempo destrozado (1959)
- Música concreta (1964)
- Árboles petrificados (1977)
- Muerte en el bosque (1985)
- Cuentos reunidos (2009)

### Poesie
- Salmos bajo la luna (1950)
- Meditaciones a la orilla del sueño (1954)
- Perfil de soledades (1954)
- Poesía reunida (2011)

### Traduzioni in italiano
- L'ospite e altri racconti, Safarà Editore, Pordenone, 2020, trad. di Giulia Zavagna ISBN 978-88-32107-22-7.
- Morte nel bosco e altri racconti, Safarà Editore, Pordenone, 2023, trad. di Giulia Zavagna ISBN 978-88-32107-48-7.

## Premi e riconoscimenti
- Premio Xavier Villaurrutia: 1977 vincitrice con il racconto Árboles petrificados